# Pour l'Ukraine, pour leur liberté et la nôtre !
 (juin 2025).
Motif : Il est possible que cet article soit potentiellement admissible à terme. Cependant, de nombreux aspects peuvent aujourd'hui en faire douter, et notamment les deux suivants : 
* Surabondance de sources diverses, alors que les indispensables sources secondaires centrées sur le sujet, d'envergure nationale ou internationale, et ceci sur plusieurs années ne sautent pas aux yeux, comme ça devrait pourtant être le cas pour un nouvel article de ce genre. 
* Une trop grande place est accordée au point de vue de l'association - au détriment d'analyses indépendantes de son action - ce qui tend à transformer l'article en tribune promotionnelle, interdite ici.
- Archive Wikiwix
- Bing
- Cairn
- DuckDuckGo
- E. Universalis
- Gallica
- Google
- G. Books
- G. News
- G. Scholar
- Persée
- Qwant
- (zh) Baidu
- (ru) Yandex

| 1. | Préciser le motif de la pose du bandeau. | Précisez le motif de la pose du bandeau en utilisant la syntaxe suivante : {{admissibilité à vérifier\|date=juillet 2025\|motif=remplacez ce texte par le motif}}                                                    |
| 2. | Informer les utilisateurs concernés.     | Pensez à avertir le créateur de l'article, par exemple, en insérant le code ci-dessous sur sa page de discussion : {{subst:avertissement admissibilité à vérifier\|Pour l'Ukraine, pour leur liberté et la nôtre !}} |

 (juin 2025).
 (juin 2025).
Il peut être nécessaire de l'améliorer pour respecter le principe de neutralité de point de vue. Veuillez consulter la page de discussion pour plus de détails.

 (juin 2025).
Pour l’Ukraine, pour leur liberté et la nôtre ! est une association française loi 1901 créée le 2 août 2022 pour soutenir l'Ukraine face à l'invasion par la Russie. Issue d'un collectif de 130 universitaires, elle mène des actions de plaidoyer public et fournit un soutien humain et matériel à l'Ukraine.

## Actions de l'association
En mars 2025, les autorités russes ont classé l'association comme«  organisation indésirable » en Russie, au même titre que des associations comme Russie-Libertés et le Comité anti-guerre de Russie, accusant notamment ses campagnes pour l'application de sanctions contre la Russie.
Selon le site Desk Russie, animé par des spécialistes de la Russie et de l’Europe orientale, l’association « mène un combat singulier et très important en France pour défendre les intérêts de l’Ukraine dans un contexte international incertain ».
À l’occasion des manifestations autour du 3e anniversaire de l‘invasion russe en février 2025, son co-fondateur Pierre Raiman, interrogé par l’Agence France Presse, souligne qu’ « il s'agit de montrer que la façon de faire face à la menace russe, c'est de continuer à soutenir l'Ukraine. »

### Campagne sur les enfants déportés
L'association fait de la dénonciation de la déportation et de la russification des enfants ukrainiens dans les territoires occupés par la Russie l'un de ses premiers axes de campagne. En août 2022, elle publie dans Le Monde une tribune dénonçant ces déplacements comme participant au projet d'éradication de l'identité ukrainienne.
En décembre 2022, ses avocats Emmanuel Daoud et Gabriel Sebbah adressent à la Cour Pénale Internationale (CPI) un signalement sur ces crimes qu’elle estime relever des qualifications de Génocide et de Crime contre l’humanité,,,.  Le dossier identifie comme responsables Vladimir Poutine, plusieurs ministres russes et la commissaire aux droits des enfants Maria Lvova-Belova. L'association « entend ainsi apporter sa contribution à l’enquête préliminaire lancée en mars par le procureur Karim Khan » constate Libération.  Le quotidien chilien La Tercera souligne qu'elle « a été créée en août et a compilé des articles de presse et des déclarations officielles, en plus d'inclure les informations du rapport d'Amnesty International, qui a documenté des cas de déportation en novembre, mais qui n'a pas parlé de génocide. »
Le 17 mars 2023, la CPI émet des mandats d'arrêt contre Vladimir Poutine et Maria Lvova-Belova pour« déportation illégale » d’enfants ukrainiens. 
Le 24 mars 2023, Le Monde publie une deuxième tribune sur ce thème, initiée par l’association et signée par un collectif de six personnalités, qui dénonce «l’exécution d’un plan d’anéantissement de la nation ukrainienne, associant destructions, massacres, russification et transferts forcés de population. »,
En avril 2023, la commission des affaires étrangères, de la défense et des forces armées du Sénat, examine une proposition de résolution européenne (PPRE) condamnant ces déportations. « 19.000 (cas d’enfants déportés) sont identifiés, mais le nombre est sans doute plus important » explique peu après Pierre Raiman, secrétaire de l’association, interrogé par Public Sénat en marge du débat qui se tient au Sénat en mai 2023.
En septembre 2024, l'association adresse à la CPI une seconde communication documentant l’ampleur de ces crimes,. Celle-ci s’appuie sur une nouvelle enquête qui implique le parti Russie Unie (R-U), et demande notamment à la CPI d’étendre ses mandats à plusieurs de ses responsables,.
Une campagne de sensibilisation télévisée est diffusée en avril 2023 avec la participation d'Anne Sinclair, Charlotte Gainsbourg et Boris Cyrulnik,. En février 2025, l’association appelle dans une tribune publiée par Libération à faire du retour des enfants ukrainiens déportés  « une condition non négociable de tout accord avec la Russie »,.  

### Plaidoyers pour l'armement de l'Ukraine
L'association lance plusieurs appels pour renforcer le soutien militaire à l'Ukraine,,. En janvier 2024, elle publie dans Le Monde une tribune, appelant à augmenter la production et la livraison d'armes françaises, notamment de missiles SCALP et de Mirage 2000D.
En mai 2024, elle demande de "fermer le ciel ukrainien aux missiles russes" par une coalition d'États européens volontaires de l’Ukraine,. Cette proposition est réitérée fin 2024 dans une tribune européenne appelant à une coalition pour protéger militairement l'Ukraine et confisquer les avoirs russes gelés,,, et au travers de l’initiative European Surge for Ukraine[Quoi ?].

### Dénonciation de la propagande du régime russe
Après l’assassinat d’Alexeï Navalny, l’association demande dans une tribune publiée le 1er mars 2024 dans Le Monde  « une action plus ferme contre les vecteurs de la propagande de Poutine ».
À l’approche des Jeux olympiques et paralympiques de Paris 2024, elle lance une campagne « JO sans Poutine » demandant l'exclusion des athlètes russes et biélorusses et publie une enquête qui estime que plus de 80% des médaillés russes des Jeux de Tokyo soutiennent la guerre d'agression de leur pays envers l'Ukraine, travail qu'un article du quotidien Le Monde juge « édifiant » et qui est repris par L'Équipe. « Avec ses petites mains (en parties russophones) l’association Pour l’Ukraine s’est livrée via internet et les réseaux sociaux à un inventaire de 91 médaillés olympiques russes.  " 80,2 % sont hors des clous du CIO " constate André Klarsfeld, le vice-président de l'association » souligne le quotidien sportif. Au final, la sélection par le Comité international olympique (CIO) n’admet à concourir que 32 sportifs russes et biélorusses, en tant qu’ « Athlètes individuels neutres ».
Elle mène également des actions contre la propagande russe, notamment contre la diffusion de chaînes russes par le satellite français Eutelsat[réf. nécessaire].
Le 13 avril 2025, elle organise, avec d’autres associations de soutien à l’Ukraine et  Russie-Libertés, [pas clair] une action publique pour interrompre la dédicace de l’ancienne directrice pour la France de Russia Today, Xenia Fedorova. « Il nous semblait impossible que Mme Fedorova s’exprime sans qu’une autre voix se fasse entendre », explique dans Le Monde Pierre Raiman.

### Actions culturelles
En mai 2025 elle dénonce dans un nouvel appel le pillage organisé à grande échelle des musées situés dans les territoires occupés par la Russie dans un contexte de négation par le régime russe de l’existence d’une culture ukrainienne pour justifier la négation de  la nation ukrainienne elle-même.  « Entre Kiev et Paris, des ONG aident l’ICOM et s’organisent pour que destructions et pillages soient reconnus comme des crimes contre l’humanité. À Paris, l’association Pour l’Ukraine, pour leur liberté et la nôtre ! est à la manœuvre. En août 2022, elle faisait déjà parler d’elle en dénonçant  " la visée génocidaire de l’enlèvement, de la déportation et de la russification des enfants ukrainiens ». Elle se concentre aujourd’hui sur les atteintes à l’héritage culturel ukrainien par les Russes » relève en mars une enquête du quotidien Le Mondequi donne la parole à Christian Castagna, membre de l’association : « Notre travail sera long, car nous ne désespérons pas de faire évoluer la législation, et pourquoi pas, de faire reconnaître le concept de génocide culturel. »
En mai 2025 le journal consacré à l'actualité de l'art Finestre sull' Arte analyse son appel à l'expulsion de la Russie du Conseil international des musées (ICOM ) en raison des violations répétées du patrimoine culturel ukrainien.
Le 11 juillet 2025, Le Monde annonce que Pour l’Ukraine, pour leur liberté et la nôtre !  a saisi la Cour Pénale Internationale pour « mettre fin au pillage des musées ukrainiens par la Russie » dans une communication (plainte) qui demande « d'émettre au plus vite des mandats d’arrêts contre le président russe, Vladimir Poutine, et huit autres hauts cadres russes ». L'article rappelle que l'association « fondée en 2022 et présidée par Sylvie Rollet, professeure émérite des universités à Poitiers, est issue d’un collectif de 130 universitaires » et qu'elle a déjà saisi à deux reprises, le procureur de la CPI sur les transferts forcés d’enfants ukrainiens vers la Russie.
L'association organise aussi plusieurs événements culturels dont un colloque « La culture contre la guerre » (décembre 2022), un forum "Europe-Ukraine : Culture et résistance » (24 février 2023), un colloque « Ukraine 2024. Dignité et résistance » (8 avril 2024) et des rencontres artistiques entre Marseille et Odessa. [sources primaires]

### Autres campagnes

#### Violences sexuelles
L'association dénonce les violences sexuelles commises par l'armée russe en Ukraine et coorganise en novembre 2023 une conférence internationale à Leszno (Pologne) sur ce thème,,. En juin 2024, elle coorganise une conférence de presse, ouverte par l’avocate Oleksandra Matviichuk, Prix Nobel de la Paix 2022, pour alerter sur l’ampleur et la gravité des viols et tortures commis par les soldats russe. Les témoignages de quatre femmes sur les violences sexuelles dont elles sont les survivantes sont repris dans de nombreux médias nationaux,,,,,,,, et internationaux,,,.

#### Avoirs russes
Elle demande la confiscation des avoirs publics russes gelés  dans l’Union Européenne, et produit en mars 2024 une étude argumentée à ce sujet[réf. à confirmer]. « Face aux critiques sur l’atteinte illégale au droit de propriété, (...), ceux qui veulent exproprier la Russie mobilisent des juristes. L’ONG d’Olena Halushka a fait plancher Régis Bismuth, professeur de droit à Sciences-Po ; Raphaël Glucksmann a sollicité Philippa Webb, professeure au King’s College à Londres ; et en France, l’ONG Pour l’Ukraine compte dans ses rangs la conseillère d’État honoraire Martine Jodeau. » souligne le journal Challenge.  

#### Aide à l'Ukraine et soutien aux dissidents russes[57].
Elle fournit par ailleurs une aide matérielle à l'Ukraine (générateurs électriques, équipements médicaux) et soutient des dissidents russes comme Vladimir Kara-Mourza. [sources primaires]